# توفنرار (آيت اوفزا)
توفنرار هو دُوَّار يقع بجماعة أكودي نالخير، إقليم أزيلال، جهة بني ملال خنيفرة في المملكة المغربية. ينتمي الدوّار لمشيخة آيت اوفزا التي تضم 3 دواوير. يقدر عدد سكانه بـ 730 نسمة حسب الإحصاء الرسمي للسكان والسكنى لسنة 2004.

## روابط خارجية
- البوابة الوطنية للجماعات الترابية نسخة محفوظة 12 مارس 2018 على موقع واي باك مشين.
- المندوبية السامية للتخطيط